# Mitch Rouse
Edward Mitchell "Mitch" Rouse (6 de agosto de 1964) es un actor, director y guionista estadounidense.
Rouse nació en Knoxville, Tennessee, y creció en Oak Ridge, Tennessee, donde jugó football en el Oak Ridge High School. Asistió a la Universidad de Tennessee antes de desarrollar algún interés por la actuación.

## Carrera
Rouse estudió actuación en Atlanta y después, improvisación en Chicago, donde se involucró con la improvisación guru Del Close y el legendario Second City Theather de Chicago donde conoció a David Pasquesi, después de escribir y realizar un número de producciones de Second City, se trasladó a Nueva York.

## Televisión
Estuvo en Nueva York donde junto con Amy Sedaris, Paul Dinello y Stephen Colbert cocreó y protagonizó dos series de televisión para el canal de televisión por cable Comedy Central: Exit 57 y Strangers with Candy. Ha aparecido en episodios de Reno 911!, Home Improvement, According to Jim y Lost at Home. También realizó la voz de John Virgin y Comet en la película de vacaciones Olive, the Other Reindeer al lado de Drew Barrymore, y  Michael Stipe.

## Cine
Rouse también ha aparecido en películas como Austin Powers: The Spy Who Shagged Me, Friends with Money, Rudy, Sweethearts y The Heartbreak Kid. También creó y protagonizó en la comedia de fábrica de Spike.
Escribió y dirigió la película Employee of the Month, protagonizada por Matt Dillon, Steve Zahn, Christina Applegate y Andrea Bendewald. También escribió la película de Paramount Pictures Without a Paddle, protagonizada por Seth Green y Dax Shepard.

## Vida personal
En 2001 se casó en Malibú con la actriz Andrea Bendewald, a la que conoció en la sitcom de ABC Television The Secret Lives of Men.